# Пура Гиринатха

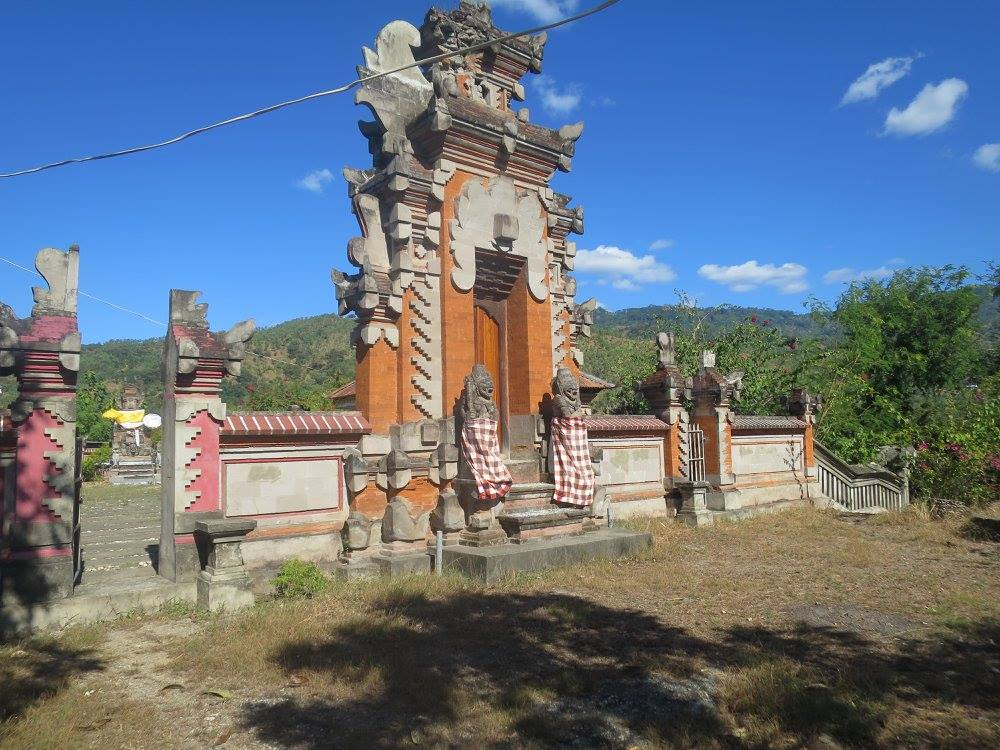
Индуистский храм Пура Гиринатха в Дили в 2016 году

Пура Гиринатха — крупнейший балийский индуистский храм в Восточном Тиморе. Он расположен в районе Дили, к югу от столицы Дили, недалеко от местного рынка. Храм расположен на небольшом холме за пределами центра города, но до него можно добраться на машине.

## История
На Тиморе нет традиционного индуистского населения. Храм был построен во время индонезийской оккупации и предназначался для индуистских иммигрантов того времени, которые в основном приехали с Бали. Инаугурация состоялась 27 июня 1987 года губернатором индонезийской провинции Марио Вьегас Карраскалао. После окончания оккупации большинство индусов покинули страну. В 2015 году только 272 восточнотиморца исповедуют индуизм. Сейчас храм сильно обветшал хотя некоторые балийцы из Индонезии и правительство Восточного Тимора начали усилия по возрождению храма. 

## Галерея

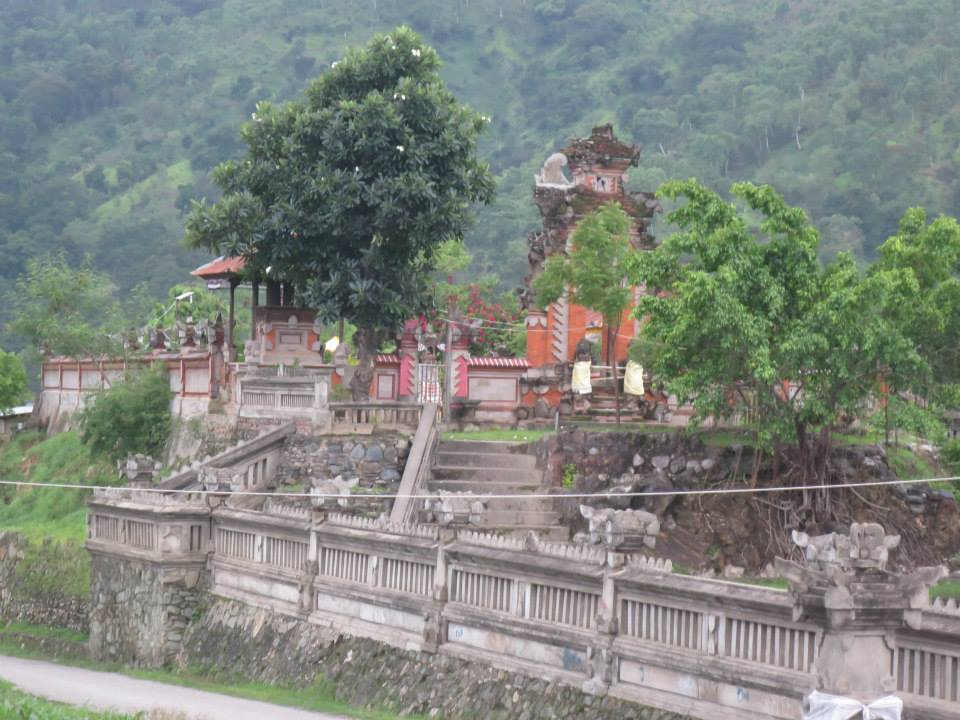
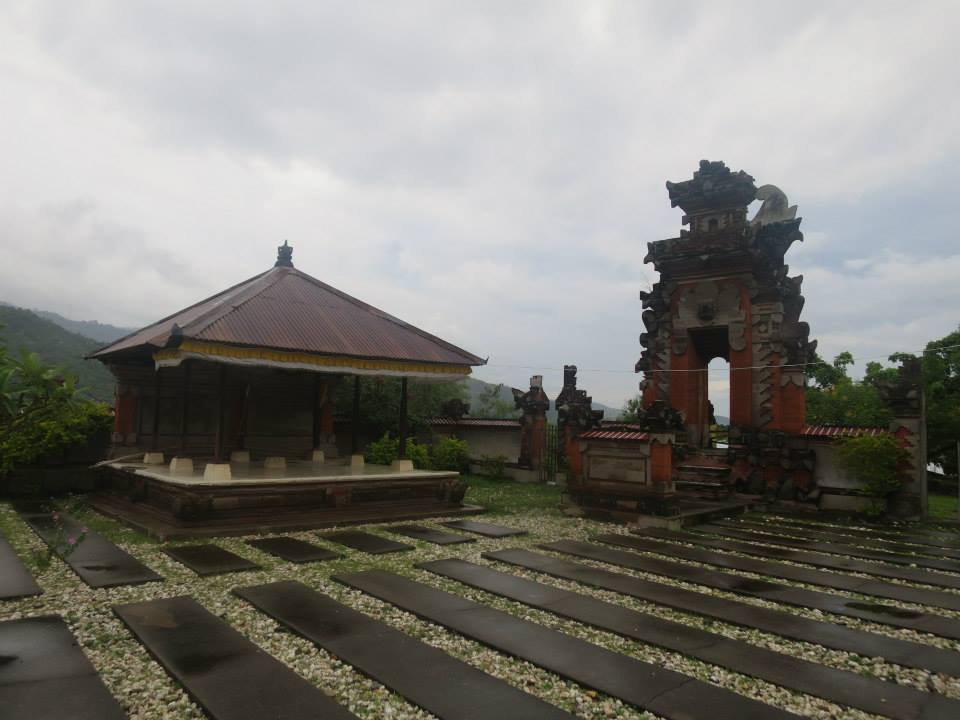
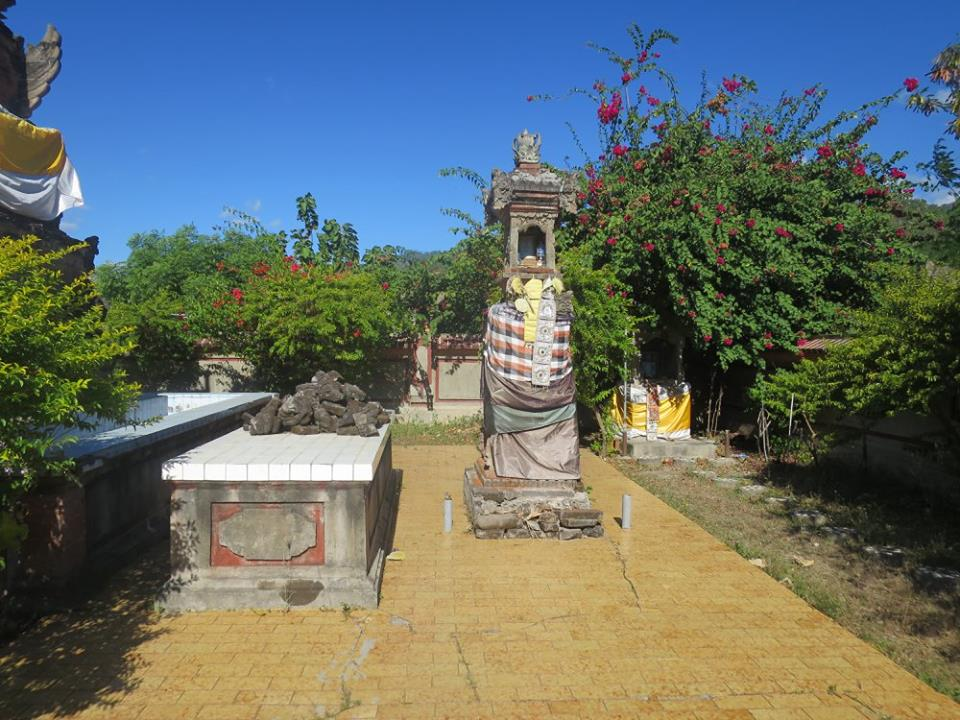
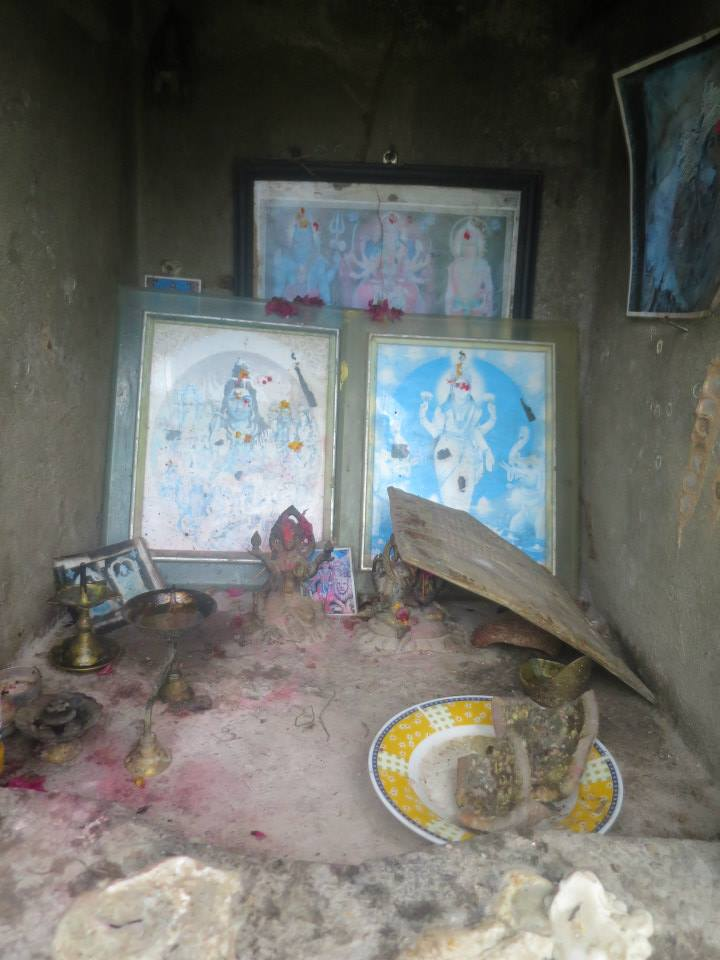
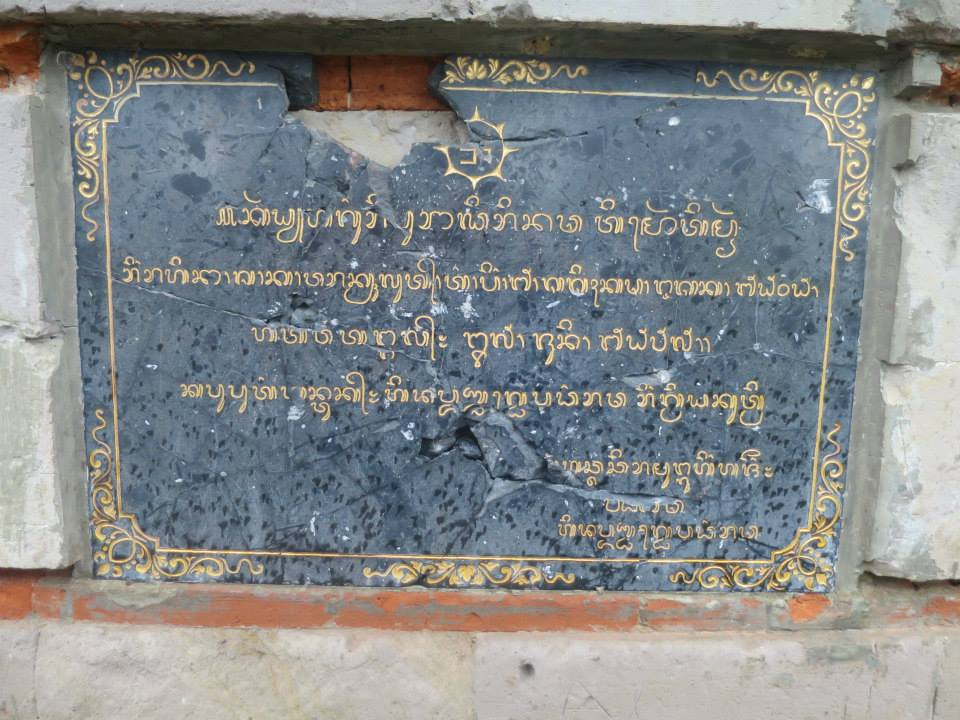